# Léon-Gontran Damas
Léon-Gontran Damas (Caienna, 28 marzo 1912 – Washington, 22 gennaio 1978) è stato uno scrittore, poeta e politico francese.
Cofondò il movimento della negritudine con Aimé Césaire e Léopold Sédar Senghor negli anni '40. Grande amante del jazz, pubblicò nel 1937 Pigmenti, raccolta di poesie con una prefazione di Robert Desnos, in cui si rivolta con violenza contro una certa educazione creola d'ispirazione borghese ch'egli vede come un'acculturazione imposta. Uno dei suoi temi principali è la vergogna dell'assimilazione. Impegnato in politica, fu deputato della Guyana.

## Biografia
Léon-Gontran Damas nasce a Caienna, ultimo dei cinque figli di Ernest Damas (1866-?), mulatto afro-europeo e di Marie Aline (1878-1913), meticcia amerindiana-africana originaria della Martinica. Nel 1924, Léon-Gontran fu mandato in Martinica a studiare nel liceo Victor-Schœlcher, e lì incontrò Aimé Césaire. Nel 1929, si sposta a Parigi per gli studi superiori, e frequenta il salotto letterario di Paulette Nardal. Lì incontra Léopold Sédar Senghor. Nel 1935, i tre giovani pubblicano il primo numero della rivista letteraria L'Étudiant noir, base futura di ciò che sarebbe stata la "negritudine", il movimento degli intellettuali neri francofoni.
Nel 1937, Damas pubblicò il suo primo libro di poesie, Pigments. Damas si arruolò nell'Armée française durante la Seconda Guerra mondiale, e fu poi deputato della Guyana (1948-1951). In questo incarico si occupò d'inchiesta sulla repressione coloniale. Viaggiò molto e divenne delegato dell'UNESCO per la Société africaine de culture. Nel 1970 Damas si trasferì a Washington, dove insegnò all'università di Georgetown; divenne poi professore all'Università Howard. Vi rimase fino al suo decesso nel gennaio '78. Giace in Guyana.

## Opere

### Poesia
- Pigments, Guy Lévis Mano, (1937), Présence africaine, (1962).
- Poèmes nègres sur des airs africains, Guy Lévis Mano, (1948).
- Graffiti, Seghers, (1952).
- Black-Label, Gallimard, (1956).
- Névralgies, Présence africaine, (1966).
- Dernière Escale, Editions Le Regard du Texte, 2012. Poèmes inédits.

### Saggi
- Retour de Guyane, José Corti, (1938).
- Poètes d'expression française, Seuil, (1947).
- Poèmes nègres sur des airs africains, G.L.M. Éditeurs, (1948).

### Racconti
- Veillées noires, Contes Nègres de Guyane. Stock, 1943. Montréal/Ottowa, Leméac, (1972).